# Oratorio de l'Ascension

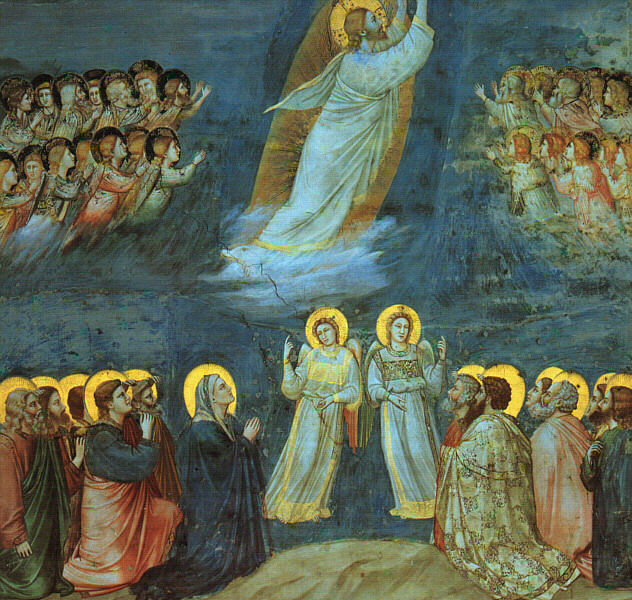
Ascension du Christ, fresque de Giotto (1267-1337), Église de l'Arena de Padoue

Pour les articles homonymes, voir Ascension.
Lobet Gott in seinen Reichen (Louez Dieu dans ses royaumes) (BWV 11) aussi connue sous le nom d’Oratorio de l'Ascension, est une composition religieuse de Jean-Sébastien Bach composée à Leipzig en 1738. Elle a été classée par Wolfgang Schmieder comme cantate bien que Bach l'ait lui-même désignée comme oratorio.

## Histoire et livret
Bach écrivit cette composition à l'occasion de la fête de l'Ascension et l'aurait dirigée le 15 mai 1738. Pour cette destination liturgique, trois autres cantates ont franchi le seuil de la postérité : les BWV 37, 43 et 128. La genèse de cette œuvre est toujours sujette à interrogations. Il la désigna lui-même « Oratorium In Festo Ascensionis » (Oratorio pour la fête de l'Ascension).
Contrairement aux autres oratorios de Bach basés sur la narration biblique, le texte de l’Oratorio de l'Ascension est issu de différentes sources : le premier récitatif de l'Évangéliste, (deuxième mouvement), provient de Luc 24:50–51, le deuxième, (cinquième mouvement), de Act. 1:9 et Marc 16:19, le troisième, (septième mouvement), de Act. 1:10–11 et le dernier, (neuvième mouvement), de Luc 24:52a, Act. 1:12 et Luc 24:52b. Les paroles de la Bible sont rapportées par le ténor en tant qu'Évangéliste. Dans le troisième récitatif le ténor et la basse chantent tous deux un arioso.
Les textes additionnels aux sources bibliques et aux chorals sont de Johann Rist, de Gottfried Wilhelm Sacer et probablement de Picander qui avait déjà travaillé sur l'Oratorio de Noël auparavant.

## Structure et instrumentation
L'oratorio est écrit pour quatre solistes, (soprano, alto, ténor, basse), chœur à quatre voix, trois trompettes, timbales, deux flûtes traversières, deux hautbois, deux violons, alto et basse continue.
Il y a 11 mouvements, les six premiers devant être joués avant le sermon, les cinq derniers après.
1. chœur : Lobet Gott in seinen Reichen (Luc 1: 46-48)
2. récitatif (ténor) (Évangéliste) : Der Herr Jesus hub seine Hände auf und segnete seine Jünger
3. récitatif (basse) : Ach, Jesu, ist dein Abschied schon so nah?
4. aria (alto) : Ach, bleibe doch, mein liebstes Leben
5. récitatif (ténor) (Évangéliste) : Und ward aufgehoben zusehends und fuhr auf gen Himmel
6. choral : Nun lieget alles unter dir
7. récitatif (ténor, basse) : Und da sie ihm nachsahen gen Himmel fahren (Actes 1: 10-11)
8. récitatif (alto) : Ach ja! so komme bald zurück
9. récitatif (ténor) ( Évangéliste) : Sie aber beteten ihn an, wandten um gen Jerusalem von dem Berge
10. aria (soprano) : Jesu, deine Gnadenblicke
11. choral : Wenn soll es doch geschehen

## Musique
Le chœur d'ouverture solennel et festif est basé sur la cantate (perdue) Froher Tag, verlangte Stunden, BWV Anh. 18. Les récitatifs pour basse et alto sont accompagnés par les flûtes dans un recitativo accompagnato (récitatif accompagné). Les arias pour alto et soprano sont toutes deux basées sur la cantate de mariage Auf, süß entzückende Gewalt, écrite en 1725 sur des paroles de Johann Christoph Gottsched. Bach réutilisera à peu de chose près l'aria de l'alto (Ach, bleibe doch, mein liebstes Leben) pour l’Agnus Dei de sa Messe en si mineur. L'aria pour soprano est une des rares pièces de son œuvre sans basse continue. Les deux flûtes à l'unisson, le hautbois et les cordes sont constitués en trio, avant de devenir un quatuor quand la chanteuse intervient. Cette absence de basse a probablement pour objectif de donner à la musique un aspect « céleste » et sans pesanteur terrestre (« Erdenschwere »). Les paroles originales de la cantate de mariage évoquaient l’« Unschuld » (l'innocence). Le premier choral, clôturant la première partie (la quatrième strophe de Du Lebensfürst, Herr Jesu Christ de Johann Rist), est une modeste harmonisation à quatre voix de ce cantique liturgique luthérien, alors que le choral final, la septième strophe de Gott fähret auf gen Himmel de Gottfried Wilhelm Sacer, est inséré dans une polyphonie instrumentale concertante. Semblable au choral final Nun seid ihr wohl gerochen de la sixième partie de l'Oratorio de Noël écrit six mois auparavant, la mélodie de choral, en mode mineur, apparaît dans le contexte triomphant d'un mode majeur développé par les instruments.

## Sources
- (en) Cet article est partiellement ou en totalité issu de l’article de Wikipédia en anglais intitulé « Lobet Gott in seinen Reichen, BWV 11 » (voir la liste des auteurs).
- Gilles Cantagrel, Les cantates de J.-S. Bach, Paris, Fayard, mars 2010, 1665 p.  (ISBN 978-2-213-64434-9)